# Alianza por Chile
Alianza por Chile (Nederlands: Alliantie voor Chili, APC) was een politieke coalitie van centrumrechtse partijen in Chili die van 1989 tot 2015 bestond. Alianza por Chile werd in 2015 afgelost door de Chile Vamos.

## Geschiedenis
Naamswijzigingen op rij:
- 1989 Democracia y Progreso
- 1992 Participación y Progreso
- 1993 Unión por el Progreso de Chile
- 1996 Unión por Chile
- 1999 Alianza por Chile
- 2004 Alianza
- 2009 Coalición por el Cambio
- 2012 Coalición
- 2013 Alianza
- 2015 Chile Vamos

Alianza por Chile (APC) werd op 10 augustus 1989 gevormd door centrumrechtse partijen Unión Demócrata Independiente (Onafhankelijke Democratische Unie) en de Renovación Nacional (Nationale Hernieuwing) onder de naam Democracia y Progreso (Democratie en Vooruitgang). In 1992 trad de Partido Nacional (Nationale Partij) toe tot de coalitie onder de naam Participación y Progreso (Participatie en Vooruitgang). Het uiterst rechtse karakter van de coalitie matigde in 1993 toen de centrumgerichte Unión de Centro Centro (Unie van het Centristische Centrum) van Francisco Javier Errázuriz toetrad en de naam werd gewijzigd in Unión por el Progreso de Chile (Unie voor de Vooruitgang van Chili). Ook de regionalistische Partido del Sur (Partij van het Zuiden), een conservatief-liberale partij trad in datzelfde jaar toe tot de Unión. In 1996 trok de UCC zich uit de Unión por el Progreso de Chile terug en wijzigde men de naam van de coalitie in Unión por Chile (Unie voor Chili). Met het wegvallen van het politieke midden uit de coalitie kreeg de Unión een uitgesproken rechts karakter. In 2000 werd de naam Alianza por Chile aangenomen. Alianza por Chile werd in 2015 afgelost door de Chile Vamos.
Bij de presidentsverkiezingen van 2010 werd Sebastián Piñera (RN) tot president gekozen. Zijn termijn liep af in 2014. Hij is tot nu toe de enige centrumrechtse president van Chili geweest sinds het herstel van de democratie in 1989/1990.
Bij de presidentsverkiezingen van 2013 verkreeg de kandidaat van de Alianza, Evelyn Matthei, 37,83% van de stemmen en moest het afleggen tegen de kandidaat van de Nueva Mayoría (Nieuwe Meerderheid), Michelle Bachelet, die ruim 62% van de stemmen kreeg.

## Presidentskandidaten van deAlianza

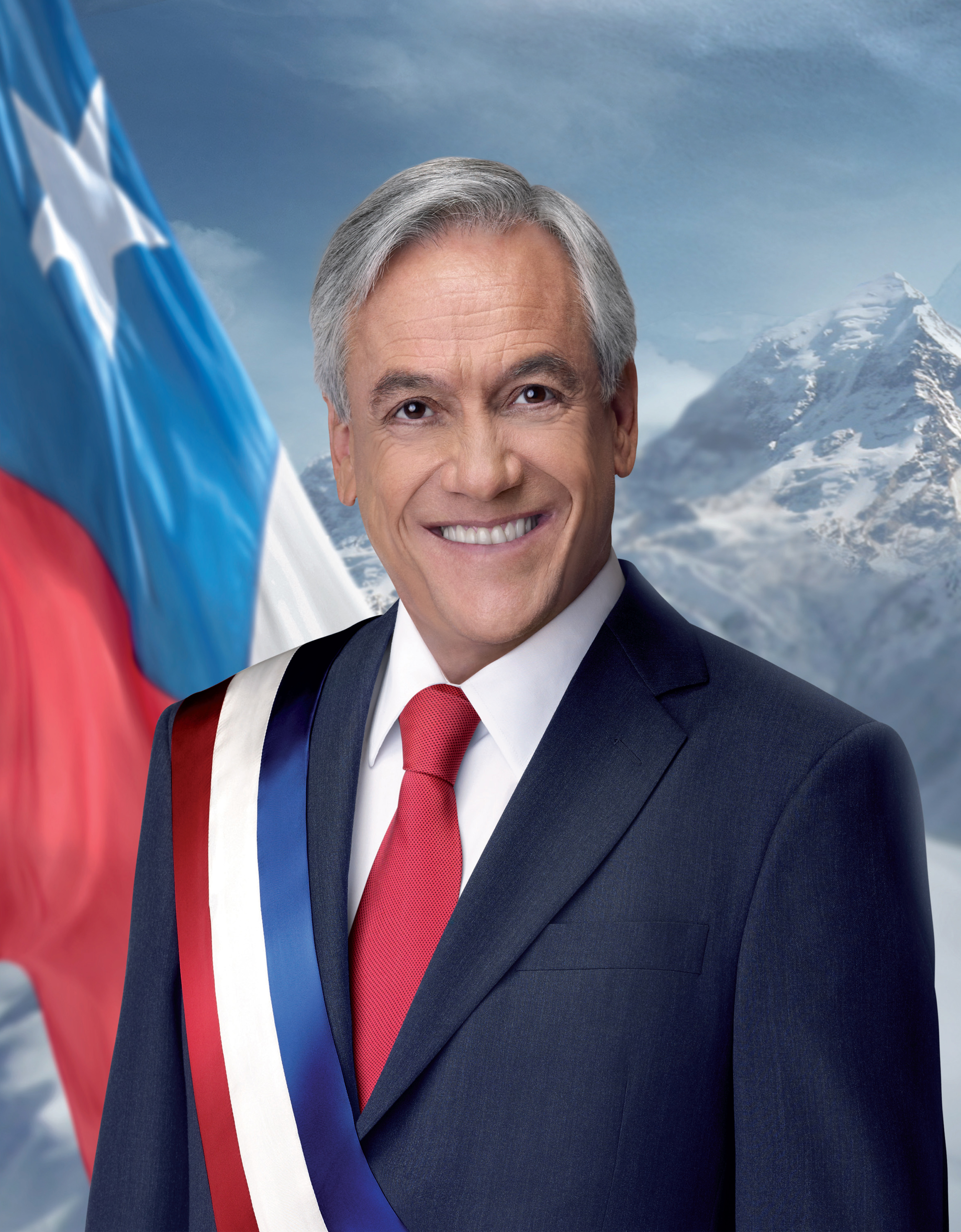
President Sebastián Piñera (2010-2014)

- Hernán Büchi (1989)
- Arturo Alessandri Besa (1993)
- Joaquín Lavín (2000)
- Sebastián Piñera Echenique (2006)
- Sebastián Piñera Echenique (2010)
- Evelyn Matthei (2013)

## Partijen die behoorden tot deAlianza
| Partij                             | Partij | Ideologie                                                                        |
| ---------------------------------- | ------ | -------------------------------------------------------------------------------- |
| Unión Demócrata Independiente      |        | conservatisme, liberaal conservatisme, economisch liberalisme                    |
| Renovación Nacional                |        | liberaal conservatisme, conservatief-liberalisme, economisch liberalisme         |
| Partido Nacional                   |        | nationalisme, liberaal conservatisme, economisch liberalisme                     |
| Partido del Sur                    |        | conservatief-liberalisme, regionalisme                                           |
| Unión de Centro Centro             |        | centrisme, liberalisme, conservatief-liberalisme, populisme                      |
| Partido Liberal                    |        | liberalisme, sociaalliberalisme, federalisme                                     |
| Evolución Política                 |        | liberalisme, economisch liberalisme, klassiek liberalisme                        |
| Partido Regionalista Independiente |        | regionalisme, christelijk sociaal, reformisme, progressivisme, gemengde economie |

## Verkiezingsresultaten

### Kamer van Afgevaardigden
| Jaar | %     | Zetels     | Naam van de coalitie           |
| ---- | ----- | ---------- | ------------------------------ |
| 1989 | 34,18 | 48 van 120 | Democracia y Progreso          |
| 1993 | 36,68 | 50 van 120 | Unión por el Progreso de Chile |
| 1997 | 36,26 | 47 van 120 | Unión por Chile                |
| 2001 | 44,27 | 57 van 120 | Alianza por Chile              |
| 2005 | 38,70 | 54 van 120 | Alianza                        |
| 2009 | 43,44 | 58 van 120 | Coalición por el Cambio        |

### Senaat
| Jaar | %     | Zetels    | Naam van de coalitie           |
| ---- | ----- | --------- | ------------------------------ |
| 1989 | 35,03 | 9 van 18  | Democracia y Progreso          |
| 1993 | 37,32 | 9 van 18  | Unión por el Progreso de Chile |
| 1997 | 36,64 | 20 van 38 | Unión por Chile                |
| 2001 | 44,03 | 18 van 48 | Alianza por Chile              |
| 2005 | 37,24 | 17 van 38 | Alianza                        |
| 2009 | 45,10 | 16 van 38 | Coalición por el Cambio        |